# Barkas V 901/2
Barkas V 901/2 – samochód dostawczy produkowany w latach 1954–1961 w zakładach VEB Barkas-Werke w Karl-Marx-Stadt w Niemieckiej Republice Demokratycznej. Do roku 1956 produkowany był w zakładach Framo w Hainichen, stąd też początkowo nazywany Framo V 901/2. Z ładownością wynoszącą około ¾ tony wóz ten był najmniejszym samochodem ciężarowym produkowanym w NRD.

## Literatura
- Jürgen Lisse: Fahrzeuglexikon Framo/Barkas Bildverlag Böttger GbR, Witzschdorf 2008, ISBN 978-3-937496-23-8
- Udo Stünkel: Typenkunde DDR-Fahrzeuge. Personen- und Lieferwagen Verlag Peter Kurze 2000, ISBN 3-9806977-9-7
- Peter Kirchberg: Plaste, Blech und Planwirtschaft Nicolaische Verlagsbuchhandlung, 2000, ISBN 3-87584-027-5